# Jour de colère (manifestation)

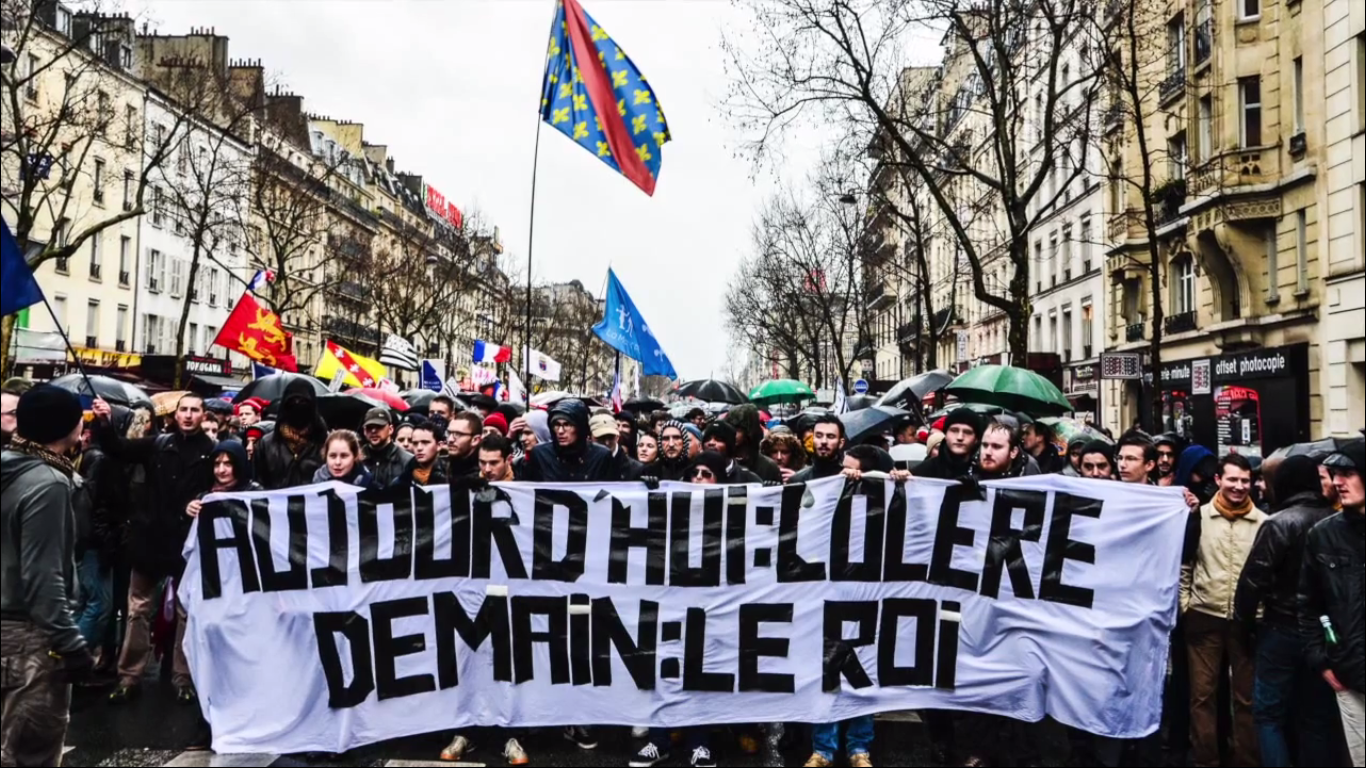
Le printemps royal défile au "jour de colère" le 26 janvier 2014

Jour de colère est une manifestation anti-gouvernementale organisée le 26 janvier 2014 à Paris autour de plusieurs mots d'ordre : contre l'équitaxe, contre la politique fiscale du gouvernement Jean-Marc Ayrault (2), contre l'accès au mariage et à l'adoption pour les couples homosexuels,, pour la restauration de la liberté d'expression, contre la politique migratoire, ainsi que pour la démission du président de la République François Hollande.
Le mouvement des « ananas » initié par l'humoriste et militant politique Dieudonné est aussi présent en fin de cortège, associé à la pratique par certains manifestants du geste de la quenelle. 
Le défilé s'est progressivement transformé en affrontement entre les manifestants et les forces de l’ordre, et a occasionné 250 gardes à vue. La teneur antisémite, négationniste et raciste de certains slogans a été relevée et condamnée. Cette manifestation s'inscrit dans une montée globale de l'antisémitisme. 

## Présentation
Les divers groupes présents à la manifestation sont, pour la plupart, des mouvements liés à la contestation du « mariage gay » : il s'agit notamment du mouvement intégriste Civitas, de Riposte laïque, des partisans du polémiste Alain Soral, du Collectif pour l'enfant, du Collectif Famille Mariage, ainsi que des groupes d'opposants à la présidence de François Hollande. « Hollande démission » est le slogan le plus entendu.
Les revendications du collectif organisateur portent sur huit thèmes : fiscalité, jeunesse, famille, chômage, artisans-commerçants-paysans, croyance et liberté d'expression. À cela s'ajoute le thème de l'écologie et de l'environnement par la présence parmi les collectifs organisateurs de celui de L'écologie humaine[source insuffisante].
Les participants disent protester contre le matraquage fiscal, contre le « racket fiscal », contre l'Union européenne et contre « les partis de l'oligarchie, de droite comme de gauche ».
Mediapart relève que les noms des organisateurs de Jour de colère correspondent à des cadres et des proches du Printemps français, mouvement d'extrême droite né dans le sillage de la Manif pour tous. De plus, certains d'entre eux sont aussi liés au Groupe union défense (GUD).

## Déroulement
La police recense 17 000 participants, tandis que les organisateurs en revendiquent 160 000,.
Dans son compte rendu de la manifestation, Le Monde, en collaboration avec l'Agence France-Presse, relève que « le défilé est très hétéroclite : catholiques, "hommens", travailleurs frontaliers avec la Suisse et manifestants contre l'"équitaxe" côtoient des drapeaux de La Manif pour tous et des slogans anti-fiscalité, mais aussi, plus marginaux, des ultra-nationalistes ou des admirateurs de l'humoriste Dieudonné. »
Des heurts ont eu lieu sur le trajet de la manifestation. Les manifestants scandent des slogans homophobes,. Il crient aussi des slogans antisémites,,,.

## Condamnations
L'UMP, par la voix de son président Jean-François Copé, condamne les débordements : « Ce que nous avons vu hier n’a rien à voir avec l’idée que je me fais de la République. Manifester, bien sûr, est un droit, en revanche, casser, proférer des slogans racistes et antisémites, c’est un délit. Ce qui s’est passé hier était évidemment condamnable ».
Alors que le « Conseil représentatif des institutions juives de France condamne dès le lendemain les slogans racistes et antisémites entendus dans le cortège », l'un des neuf membres du collectif resté anonyme indique dans une interview publiée par Le Figaro que, selon lui, ces slogans sont « l'œuvre d'individus isolés » et que le collectif les condamne ; il affirme que la radicalité n'a concerné que « quelques dizaines d'individus par rapport aux milliers d'autres ».

## Un«moment antisémite»
Cette manifestation fait partie de la stratégie menée par Alain Soral de récupération des colères individuelles et collectives. Pour Abel Mestre et Caroline Monnot, « c’est la première fois depuis longtemps, qu’une extrême droite, pour le moins éclatée, mobilise autant. C’est encore la première fois depuis longtemps, que des slogans antisémites, négationnistes sont scandés de manière totalement assumée dans un défilé de cette importance. Sans compter les mots d’ordre violents visant les journalistes et les homosexuels. C’est la première fois, enfin, que l’ultra-droite, dans ses composantes les plus radicales et les plus racistes, cohabite sans heurt dans un même cortège avec des militants plus métissés, issus de la « Dieudosphère », sous le mot d’ordre de « la liberté d’expression ».
L'historien Pierre Birnbaum consacre un article et un ouvrage à l'événement, qu'il analyse comme « un nouveau moment antisémite » qui « révèle une alliance incertaine qui se noue entre catholiques intransigeants, extrême droite nationaliste et certains jeunes issus fréquemment de l’immigration nord-africaine dans une commune détestation des Juifs considérés comme pervertisseurs de la nation et oppresseurs des peuples ».
Cette manifestation s'inscrit dans la montée de l'antisémitisme observée en France durant les années 2010,.